# شیرهای دریایی گالاپاگوس
شیرهای دریایی گالاپاگوس یک فیلم مستند طبیعت آمریکایی محصول سال ۲۰۲۵ است که دربارهٔ شیرهای دریایی گالاپاگوس می‌باشد، کارگردانی آن را هیو ویلسون و کیت شولی بر عهده داشته‌اند و صداپیشگی فیلم را برندن فریزر انجام داده است. این فیلم، هجدهمین مستند طبیعت است که تحت برند شرکت دیزنی‌نیچر منتشر می‌شود. این فیلم به عنوان یک فیلم اختصاصی دیزنی پلاس در روز زمین، مطابق با ۲۲ آوریل ۲۰۲۵ منتشر شد و نظرات مثبتی از منتقدان دریافت کرد.

## انتشار
فیلم شیرهای دریایی گالاپاگوس به عنوان فیلم اختصاصی دیزنی پلاس در روز زمین، مطابق با ۲۲ آوریل ۲۰۲۵ منتشر شد.

## تولید
صداپیشگی فیلم مستند دیزنی‌نیچر که دربارهٔ شیرهای دریایی گالاپاگوس است را برندن فریزر بر عهده داشت. هیو ویلسون و کیت شولی این فیلم را کارگردانی کرده و همراه با روی کونلی، تهیه کنندگی آن را بر عهده داشتند. در ماه مارس ۲۰۲۵ معلوم شد که رافائل تیبو، موسیقی متن فیلم را خواهد ساخت. حاشیه صوتی فیلم در روز ۲۲ آوریل ۲۰۲۵ به همراه فیلم منتشر شد.